# Новий Павлув
Новий Павлув (пол. Nowy Pawłów) — село в Польщі, у гміні Янів Підляський Більського повіту Люблінського воєводства. Населення — 396 осіб (2011).

## Історія
У 1921 році село входило до складу гміни Павлів Костянтинівського повіту Люблінського воєводства Польської Республіки.
За переписом населення Польщі 10 вересня 1921 року в селі налічувалося 59 будинків та 339 мешканців, з них:
- 166 чоловіків та 173 жінки;
- 114 православних, 202 римо-католики, 22 юдеї, 1 християнин (інших конфесій);
- 71 українець, 255 поляків, 13 євреїв.

За німецької окупації під час Другої світової війни у селі діяла українська школа.
У 1975—1998 роках село належало до Білопідляського воєводства.

## Демографія
Демографічна структура станом на 31 березня 2011 року:
|          | Загалом | Допрацездатний вік | Працездатний вік | Постпрацездатний вік |
| -------- | ------- | ------------------ | ---------------- | -------------------- |
| Чоловіки | 207     | 52                 | 130              | 25                   |
| Жінки    | 189     | 46                 | 98               | 45                   |
| Разом    | 396     | 98                 | 228              | 70                   |

## Особистості

### Народилися
- Іван Пастернак (1876—1943) — український громадсько-політичний діяч.